# Китай на зимових Олімпійських іграх 2018
Китай на зимових Олімпійських іграх 2018, що проходили з 9 по 25 лютого 2018 у Пхьончхані (Південна Корея), представляли 80 спортсменів (34 чоловіки та 46 жінок) у 12 видах спорту. Прапороносцем на церемонії відкриття Олімпіади стала шорт-трековичка Чжоу Ян, а на церемонії закриття — ковзаняр У Дацзін.
Китайська Народна Республіка водинадцяте взяла участь в зимовій Олімпіаді. Китайські спортсмени здобули 9 медалей: одну золоту, шість срібних та 2 бронзових. У неофіційному медальному заліку китайська команда зайняла 16-е місце.

## Медалісти
| Медалі | Спортсмени                                               | Вид спорту          | Дисципліна            | Дата      |
| ------ | -------------------------------------------------------- | ------------------- | --------------------- | --------- |
| Золото | У Дацзінь                                                | Шорт-трек           | 500 метрів (чоловіки) | 22 лютого |
| Срібло | Лю Цзяюй                                                 | Сноубординг         | хафпайп (жінки)       | 13 лютого |
| Срібло | Суй Веньцзін / Хань Цун                                  | Фігурне катання     | пари                  | 15 лютого |
| Срібло | Чжан Сінь                                                | Фристайл            | акробатика (жінки)    | 16 лютого |
| Срібло | Лі Цзіньюй                                               | Шорт-трек           | 1500 метрів (жінки)   | 17 лютого |
| Срібло | Цзя Цзун'ян                                              | Фристайл            | акробатика (чоловіки) | 18 лютого |
| Срібло | У Дацзінь Хань Тянью Сюй Хунчжи Чень Децюань Жень Цзивей | Шорт-трек           | естафета (чоловіки)   | 22 лютого |
| Бронза | Кун Фанью                                                | Фристайл            | акробатика (жінки)    | 16 лютого |
| Бронза | Гао Тін'юй                                               | Ковзанярський спорт | 500 метрів (жінки)    | 19 лютого |

## Спортсмени
| Вид спорту          | Чоловіки | Жінки | Всього |
| ------------------- | -------- | ----- | ------ |
| Біатлон             | 0        | 2     | 2      |
| Бобслей             | 5        | 0     | 5      |
| Гірськолижний спорт | 1        | 1     | 2      |
| Керлінг             | 1        | 6     | 7      |
| Ковзанярський спорт | 5        | 8     | 13     |
| Лижні перегони      | 2        | 2     | 4      |
| Скелетон            | 1        | 0     | 1      |
| Сноубординг         | 2        | 7     | 9      |
| Стрибки з трампліна | 0        | 1     | 1      |
| Фігурне катання     | 6        | 5     | 11     |
| Фристайл            | 6        | 9     | 15     |
| Шорт-трек           | 5        | 5     | 10     |
| Всього              | 34       | 46    | 80     |

## Біатлон
| Спортсмен   | Дисципліна                   | Час     | Промахи     | Місце |
| ----------- | ---------------------------- | ------- | ----------- | ----- |
| Тан Цзялінь | спринт (жінки)               | 24:30.3 | 3 (1+2)     | 70    |
| Тан Цзялінь | індивідуальна гонка (жінки)  | 48:12.0 | 2 (1+1+0+0) | 66    |
| Чжан Янь    | спринт (жінки)               | 23:14.0 | 1 (1+0)     | 38    |
| Чжан Янь    | гонка переслідування (жінки) | 35:16.7 | 3 (3+0+0+0) | 45    |
| Чжан Янь    | індивідуальна гонка (жінки)  | 47:29.6 | 4 (1+2+0+1) | 59    |

## Бобслей
| Спортсмен                                 | Дисципліна          | 1-й заїзд | 1-й заїзд | 2-й заїзд | 2-й заїзд | 3-й заїзд | 3-й заїзд | 4-й заїзд  | 4-й заїзд  | Сума    | Сума  |
| Спортсмен                                 | Дисципліна          | Час       | Місце     | Час       | Місце     | Час       | Місце     | Час        | Місце      | Час     | Місце |
| ----------------------------------------- | ------------------- | --------- | --------- | --------- | --------- | --------- | --------- | ---------- | ---------- | ------- | ----- |
| Лі Чуньцзянь* Ван Сідун                   | двійки (чоловіки)   | 50.13     | 26        | 50.21     | 27        | 50.15     | 27        | Eliminated | Eliminated | 2:30.49 | 26    |
| Цзінь Цзянь* Ши Гао                       | двійки (чоловіки)   | 50.47     | 29        | 50.17     | 26        | 50.33     | 28        | Eliminated | Eliminated | 2:30.97 | 29    |
| Шао Іцзюнь* Ши Гао Лі Чуньцзянь Ван Сідун | четвірки (чоловіки) | 49.79     | 26        | 50.01     | 27        | 49.94     | 23        | Eliminated | Eliminated | 2:29.74 | 26    |

## Гірськолижний спорт
| Спортсмен  | Дисципліна                    | 1-й спуск     | 1-й спуск     | 2-й спуск     | 2-й спуск     | Сума          | Сума          |
| Спортсмен  | Дисципліна                    | Час           | Місце         | Час           | Місце         | Час           | Місце         |
| ---------- | ----------------------------- | ------------- | ------------- | ------------- | ------------- | ------------- | ------------- |
| Чжан Янмін | гігантський слалом (чоловіки) | 1:25.73       | 79            | 1:22.95       | 69            | 2:48.68       | 69            |
| Кун Фаньїн | гігантський слалом (жінки)    | 1:26.30       | 61            | 1:23.58       | 56            | 2:49.88       | 55            |
| Кун Фаньїн | слалом (жінки)                | не фінішувала | не фінішувала | не фінішувала | не фінішувала | не фінішувала | не фінішувала |

## Керлінг

### Жіночий турнір
Склад команди
| Позиція | Гравець     |
| ------- | ----------- |
| Скіп    | Ван Пін'ю   |
| Третя   | Чжоу Янь    |
| Друга   | Лю Цзиньлі  |
| Лідер   | Ма Цзин'ї   |
| Запасна | Цзян Сіньді |

|                              | Скіп               | W | L | PF | PA | Ends won | Ends lost | Blank ends | Stolen ends | Shot % |
| ---------------------------- | ------------------ | - | - | -- | -- | -------- | --------- | ---------- | ----------- | ------ |
| Південна Корея               | Кім Йон-джунг      | 8 | 1 | 75 | 44 | 41       | 34        | 5          | 15          | 79%    |
| Швеція                       | Анна Гассельборг   | 7 | 2 | 64 | 48 | 42       | 34        | 14         | 13          | 83%    |
| Велика Британія              | Ів Мюргед          | 6 | 3 | 61 | 56 | 39       | 38        | 12         | 6           | 79%    |
| Японія                       | Сацукі Фудзісава   | 5 | 4 | 59 | 55 | 38       | 36        | 10         | 13          | 75%    |
| Китай                        | Ван Пін'ю          | 4 | 5 | 57 | 65 | 35       | 38        | 12         | 5           | 78%    |
| Канада                       | Рейчел Гомен       | 4 | 5 | 68 | 59 | 40       | 36        | 10         | 12          | 81%    |
| Швейцарія                    | Сільвана Тірінцоні | 4 | 5 | 60 | 55 | 34       | 37        | 12         | 7           | 78%    |
| США                          | Ніна Рот           | 4 | 5 | 56 | 65 | 38       | 39        | 7          | 6           | 78%    |
| Спортсмени-олімпійці з Росії | Вікторія Мойсеєва  | 2 | 7 | 45 | 76 | 34       | 40        | 8          | 6           | 76%    |
| Данія                        | Маделейн Дюпонт    | 1 | 8 | 50 | 72 | 32       | 41        | 10         | 6           | 73%    |

Сесія 1
14 лютого, 14:05 (UTC+9)
| Майданчик B | 1 | 2 | 3 | 4 | 5 | 6 | 7 | 8 | 9 | 10 | Загалом |
| Швейцарія   | 1 | 0 | 0 | 0 | 0 | 1 | 0 | 0 | х | х  | 2       |
| Китай       | 0 | 2 | 1 | 1 | 0 | 0 | 0 | 3 | х | х  | 7       |

Сесія 2
15 лютого, 09:05 (UTC+9)
| Майданчик B                  | 1 | 2 | 3 | 4 | 5 | 6 | 7 | 8 | 9 | 10 | 11 | Загалом |
| Китай                        | 0 | 2 | 1 | 0 | 0 | 1 | 0 | 2 | 0 | 0  | 0  | 6       |
| Спортсмени-олімпійці з Росії | 1 | 0 | 0 | 2 | 0 | 0 | 1 | 0 | 0 | 2  | 1  | 7       |

Сесія 3
15 лютого, 20:05 (UTC+9)
| Майданчик B     | 1 | 2 | 3 | 4 | 5 | 6 | 7 | 8 | 9 | 10 | 11 | Загалом |
| Китай           | 0 | 1 | 0 | 3 | 0 | 1 | 0 | 1 | 0 | 1  | 0  | 7       |
| Велика Британія | 1 | 0 | 1 | 0 | 1 | 0 | 2 | 0 | 2 | 0  | 1  | 8       |

Сесія 5
17 лютого, 09:05 (UTC+9)
| Майданчик B | 1 | 2 | 3 | 4 | 5 | 6 | 7 | 8 | 9 | 10 | 11 | Загалом |
| Японія      | 2 | 1 | 0 | 1 | 0 | 1 | 0 | 0 | 0 | 1  | 0  | 6       |
| Китай       | 0 | 0 | 2 | 0 | 1 | 0 | 0 | 3 | 0 | 0  | 1  | 7       |

Сесія 6
17 лютого, 20:05 (UTC+9)
| Майданчик B | 1 | 2 | 3 | 4 | 5 | 6 | 7 | 8 | 9 | 10 | Загалом |
| Китай       | 4 | 0 | 0 | 1 | 0 | 0 | 1 | 0 | 4 | х  | 10      |
| Данія       | 0 | 1 | 3 | 0 | 2 | 0 | 0 | 1 | 0 | х  | 7       |

Сесія 7
18 лютого, 14:05 (UTC+9)
| Майданчик B    | 1 | 2 | 3 | 4 | 5 | 6 | 7 | 8 | 9 | 10 | Загалом |
| Китай          | 0 | 1 | 0 | 1 | 0 | 2 | 1 | 0 | х | х  | 5       |
| Південна Корея | 3 | 0 | 3 | 0 | 4 | 0 | 0 | 2 | х | х  | 12      |

Сесія 9
19 лютого, 20:05 (UTC+9)
| Майданчик B | 1 | 2 | 3 | 4 | 5 | 6 | 7 | 8 | 9 | 10 | Загалом |
| Китай       | 0 | 1 | 0 | 2 | 0 | 0 | 0 | 1 | х | х  | 4       |
| США         | 3 | 0 | 4 | 0 | 2 | 0 | 1 | 0 | х | х  | 10      |

Сесія 10
20 лютого, 14:05 (UTC+9)
| Майданчик B | 1 | 2 | 3 | 4 | 5 | 6 | 7 | 8 | 9 | 10 | Загалом |
| Канада      | 0 | 0 | 1 | 2 | 0 | 1 | 0 | 0 | 1 | 0  | 5       |
| Китай       | 0 | 2 | 0 | 0 | 3 | 0 | 0 | 1 | 0 | 1  | 7       |

Сесія 11
21 лютого, 09:05 (UTC+9)
| Майданчик B | 1 | 2 | 3 | 4 | 5 | 6 | 7 | 8 | 9 | 10 | Загалом |
| Швеція      | 0 | 2 | 1 | 0 | 2 | 0 | 0 | 3 | 0 | х  | 8       |
| Китай       | 0 | 0 | 0 | 1 | 0 | 2 | 0 | 0 | 1 | х  | 4       |

Збірна Китаю зайняла 5 місце

### Змішані пари
| Країна                       | Спортсмени                                      | W | L | PF | PA | Ends won | Ends lost | Blank ends | Stolen ends | Shot % |
| ---------------------------- | ----------------------------------------------- | - | - | -- | -- | -------- | --------- | ---------- | ----------- | ------ |
| Канада                       | Кейтлін Лоз / Джон Морріс                       | 6 | 1 | 52 | 26 | 28       | 20        | 0          | 9           | 80%    |
| Швейцарія                    | Єнні Перре / Мартін Ріос                        | 5 | 2 | 45 | 40 | 29       | 26        | 0          | 10          | 71%    |
| Спортсмени-олімпійці з Росії | Анастасія Бризгалова / Олександр Крушельницький | 4 | 3 | 36 | 44 | 26       | 27        | 1          | 7           | 67%    |
| Норвегія                     | Крістін Скасліен / Магнус Недреготтен           | 4 | 3 | 39 | 43 | 26       | 25        | 1          | 8           | 74%    |
| Китай                        | Ван Руй / Ба Десінь                             | 4 | 3 | 47 | 42 | 27       | 27        | 1          | 6           | 72%    |
| Південна Корея               | Чан Хе Джі / Лі Гі Джон                         | 2 | 5 | 40 | 40 | 23       | 29        | 1          | 7           | 67%    |
| США                          | Ребекка Гамільтон / Метт Гамільтон              | 2 | 5 | 37 | 43 | 26       | 25        | 0          | 9           | 74%    |
| Фінляндія                    | Уна Каусте / Томі Рантамякі                     | 1 | 6 | 35 | 53 | 23       | 29        | 0          | 6           | 67%    |

Сесія 1
8 лютого, 9:05 (UTC+9)
| Майданчик B | 1 | 2 | 3 | 4 | 5 | 6 | 7 | 8 | 9 | 10 | Загалом |
| Китай       | 1 | 0 | 0 | 2 | 0 | 1 | 0 | 1 | 0 |    | 5       |
| Швейцарія   | 0 | 1 | 1 | 0 | 1 | 0 | 2 | 0 | 2 |    | 7       |

Сесія 2
8 лютого, 20:05 (UTC+9)
| Команда        | 1 | 2 | 3 | 4 | 5 | 6 | 7 | 8 | 9 | 10 | Загалом |
| Південна Корея | 0 | 1 | 0 | 0 | 4 | 0 | 2 | 0 | 0 |    | 7       |
| Китай          | 2 | 0 | 3 | 1 | 0 | 1 | 0 | 0 | 1 |    | 8       |

Сесія 3
9 лютого, 8:35 (UTC+9)
| Команда | 1 | 2 | 3 | 4 | 5 | 6 | 7 | 8 | 9 | 10 | Загалом |
| Китай   | 0 | 2 | 0 | 1 | 0 | 1 | 0 | х |   |    | 4       |
| Канада  | 3 | 0 | 4 | 0 | 1 | 0 | 2 | х |   |    | 10      |

Сесія 4
9 лютого, 13:35 (UTC+9)
| Команда                      | 1 | 2 | 3 | 4 | 5 | 6 | 7 | 8 | 9 | 10 | Загалом |
| Китай                        | 0 | 0 | 0 | 3 | 0 | 0 | 1 | 1 | 0 |    | 5       |
| Спортсмени-олімпійці з Росії | 1 | 1 | 1 | 0 | 1 | 1 | 0 | 0 | 1 |    | 6       |

Сесія 5
10 лютого, 9:35 (UTC+9)
| Команда | 1 | 2 | 3 | 4 | 5 | 6 | 7 | 8 | 9 | 10 | Загалом |
| Китай   | 0 | 1 | 0 | 1 | 1 | 1 | 0 | 2 |   |    | 6       |
| США     | 2 | 0 | 1 | 0 | 0 | 0 | 1 | 0 |   |    | 4       |

Сесія 6
10 лютого, 20:04 (UTC+9)
| Команда   | 1 | 2 | 3 | 4 | 5 | 6 | 7 | 8 | 9 | 10 | Загалом |
| Фінляндія | 0 | 3 | 0 | 1 | 0 | 1 | 0 | х |   |    | 5       |
| Китай     | 3 | 0 | 1 | 0 | 4 | 0 | 2 | х |   |    | 10      |

Сесія 6
11 лютого, 9:05 (UTC+9)
| Команда  | 1 | 2 | 3 | 4 | 5 | 6 | 7 | 8 | 9 | 10 | Загалом |
| Норвегія | 0 | 1 | 1 | 0 | 1 | 0 | х | х |   |    | 3       |
| Китай    | 1 | 0 | 0 | 3 | 0 | 5 | х | х |   |    | 9       |

Тайбрейк
| Команда  | 1 | 2 | 3 | 4 | 5 | 6 | 7 | 8 | 9 | 10 | Загалом |
| Китай    | 2 | 0 | 1 | 0 | 2 | 0 | 2 | 0 |   |    | 7       |
| Норвегія | 0 | 3 | 0 | 1 | 0 | 4 | 0 | 1 |   |    | 9       |

Збірна Китаю зайняла 5 місце

## Ковзанярський спорт
| Спортсмен          | Дисципліна        | Час     | Місце |
| ------------------ | ----------------- | ------- | ----- |
| Гао Тін'юй         | 500 м (чоловіки)  | 34.65   | 3     |
| Сякаїні Аерченгазі | 1500 м (чоловіки) | 1:50.16 | 32    |
| Се Цзясюань        | 500 м (чоловіки)  | 35.545  | 31    |
| Ян Тао             | 500 м (чоловіки)  | 35.41   | 27    |
| Ян Тао             | 1000 м (чоловіки) | 1:10.10 | 26    |
| Хао Цзячен         | 1500 м (жінки)    | 1:59.58 | 20    |
| Хао Цзячен         | 3000 м (жінки)    | 4:15.56 | 21    |
| Лю Цзін            | 3000 м (жінки)    | 4:20.95 | 24    |
| Тянь Жуйнін        | 500 м (жінки)     | 38.86   | 20    |
| Тянь Жуйнін        | 1000 м (жінки)    | 1:16.69 | 21    |
| Тянь Жуйнін        | 1500 м (жінки)    | 2:00.29 | 23    |
| Юй Цзін            | 500 м (жінки)     | 37.81   | 9     |
| Юй Цзін            | 1000 м (жінки)    | 1:16.36 | 17    |
| Чжан Хун           | 500 м (жінки)     | 38.39   | 15    |
| Чжан Хун           | 1000 м (жінки)    | 1:15.67 | 11    |

Масстарт
| Спортсмен | Дисципліна | Півфінал | Півфінал | Півфінал | Фінал      | Фінал      | Фінал      |
| Спортсмен | Дисципліна | Бали     | Час      | Місце    | Бали       | Час        | Місце      |
| --------- | ---------- | -------- | -------- | -------- | ---------- | ---------- | ---------- |
| Ван Гунлі | чоловіки   | 0        | 8:00.97  | 12       | не пройшов | не пройшов | не пройшов |
| Го Дань   | жінки      | 43       | 8:54.20  | 2 Q      | 0          | 8:33.90    | 10         |
| Лі Дань   | жінки      | 24       | 8:32.49  | 3 Q      | 6          | 8:50.48    | 5          |

Командні перегони переслідування
| Спортсмени                                                 | Дисципліна | Чвертьфінал            | Чвертьфінал | Півфінал     | Півфінал   | Фінал                     | Фінал |
| Спортсмени                                                 | Дисципліна | Суперник Час           | Місце       | Суперник Час | Місце      | Суперник Час              | Місце |
| ---------------------------------------------------------- | ---------- | ---------------------- | ----------- | ------------ | ---------- | ------------------------- | ----- |
| Хан Мей Хао Цзячен Лі Дань Го Дань (запас) Лю Цзін (запас) | жінки      | Японія (JPN) L 3:00.01 | 5 FC        | не пройшли   | не пройшли | Німеччина (GER) W 3:00.04 | 5     |

## Лижні перегони
Дистанційні перегони
| Спортсмен   | Дисципліна                        | Класичний стиль | Класичний стиль | Вільний стиль | Вільний стиль | Фінал             | Фінал             | Фінал             |
| Спортсмен   | Дисципліна                        | Час             | Місце           | Час           | Місце         | Час               | Відставання       | Місце             |
| ----------- | --------------------------------- | --------------- | --------------- | ------------- | ------------- | ----------------- | ----------------- | ----------------- |
| Сунь Цінхай | 15 км вільним стилем (чоловіки)   | Н/Д             | Н/Д             | Н/Д           | Н/Д           | 41:55.7           | +8:11.8           | 98                |
| Ван Цян     | 15 км вільним стилем (чоловіки)   | Н/Д             | Н/Д             | Н/Д           | Н/Д           | дискваліфікований | дискваліфікований | дискваліфікований |
| Ван Цян     | 30 км скіатлон (чоловіки)         | 47:03.8         | 64              | падіння       | падіння       | падіння           | падіння           | падіння           |
| Ван Цян     | 50 км класичним стилем (чоловіки) | Н/Д             | Н/Д             | Н/Д           | Н/Д           | 2:34:43.0         | +26:20.9          | 59                |
| Чі Чуньсю   | 10 км вільним стилем (жінки)      | Н/Д             | Н/Д             | Н/Д           | Н/Д           | 28:49.7           | +3:49.2           | 55                |
| Чі Чуньсю   | 15 км скіатлон (жінки)            | 24:16.1         | 57              | 21:47.2       | 56            | 46:39.0           | +5:54.1           | 55                |
| Чі Чуньсю   | 30 км класичним стилем (жінки)    | Н/Д             | Н/Д             | Н/Д           | Н/Д           | 1:42:03.2         | +19:45.6          | 44                |
| Лі Сінь     | 10 км вільним стилем (жінки)      | Н/Д             | Н/Д             | Н/Д           | Н/Д           | 27:44.5           | +2:44.0           | 36                |
| Лі Сінь     | 15 км скіатлон (жінки)            | 23:51.7         | 52              | 21:31.3       | 51            | 46:01.9           | +5:17.0           | 51                |
| Лі Сінь     | 30 км класичним стилем (жінки)    | Н/Д             | Н/Д             | Н/Д           | Н/Д           | 1:38:04.9         | +15:47.3          | 37                |

Спринт
| Спортсмен           | Дисципліна                  | Кваліфікація      | Кваліфікація      | Чвертьфінал | Чвертьфінал | Півфінал   | Півфінал   | Фінал      | Фінал      |
| Спортсмен           | Дисципліна                  | Час               | Місце             | Час         | Місце       | Час        | Місце      | Час        | Місце      |
| ------------------- | --------------------------- | ----------------- | ----------------- | ----------- | ----------- | ---------- | ---------- | ---------- | ---------- |
| Сунь Цінхай         | спринт (чоловіки)           | дискваліфікований | дискваліфікований | не пройшов  | не пройшов  | не пройшов | не пройшов | не пройшов | не пройшов |
| Ван Цян             | спринт (чоловіки)           | 3:31.56           | 66                | не пройшов  | не пройшов  | не пройшов | не пройшов | не пройшов | не пройшов |
| Сунь Цінхай Ван Цян | командний спринт (чоловіки) | Н/Д               | Н/Д               | Н/Д         | Н/Д         | 18:11.95   | 14         | не пройшли | не пройшли |
| Чі Чуньсю           | спринт (жінки)              | 3:42.70           | 57                | не пройшла  | не пройшла  | не пройшла | не пройшла | не пройшла | не пройшла |
| Лі Сінь             | спринт (жінки)              | 3:33.61           | 49                | не пройшла  | не пройшла  | не пройшла | не пройшла | не пройшла | не пройшла |
| Чі Чуньсю Лі Сінь   | командний спринт (жінки)    | Н/Д               | Н/Д               | Н/Д         | Н/Д         | 17:35.94   | 9          | не пройшли | не пройшли |

## Скелетон
| Спортсмен   | Дисципліна | 1-й заїзд | 1-й заїзд | 2-й заїзд | 2-й заїзд | 3-й заїзд | 3-й заїзд | 4-й заїзд | 4-й заїзд | Сума    | Сума  |
| Спортсмен   | Дисципліна | Час       | Місце     | Час       | Місце     | Час       | Місце     | Час       | Місце     | Час     | Місце |
| ----------- | ---------- | --------- | --------- | --------- | --------- | --------- | --------- | --------- | --------- | ------- | ----- |
| Ген Веньцян | чоловіки   | 51.51     | 15        | 50.87     | 7         | 51.18     | 15        | 51.09     | 12        | 3:24.65 | 13    |

## Сноубординг
Фристайл
| Спортсменка | Дисципліна         | Кваліфікація | Кваліфікація | Кваліфікація | Кваліфікація | Кваліфікація | Фінал       | Фінал       | Фінал      | Фінал      | Фінал |
| Спортсменка | Дисципліна         | 1-ша спроба  | 2-га спроба  | Найкраща     | Місце        | 1-ша спроба  | 2-га спроба | 3-тя спроба | Найкраща   | Місце      |       |
| ----------- | ------------------ | ------------ | ------------ | ------------ | ------------ | ------------ | ----------- | ----------- | ---------- | ---------- | ----- |
| Ши Ваньчен  | хафпайп (чоловіки) | 10.00        | 11.75        | 11.75        | 29           | не пройшов   | не пройшов  | не пройшов  | не пройшов | не пройшов |       |
| Чжан Івей   | хафпайп (чоловіки) | 32.50        | 74.00        | 74.00        | 15           | не пройшов   | не пройшов  | не пройшов  | не пройшов | не пройшов |       |
| Цай Сюетун  | хафпайп (жінки)    | 65.75        | 69.00        | 69.00        | 6 Q          | 20.50        | 41.25       | 76.50       | 76.50      | 5          |       |
| Лі Шуан     | хафпайп (жінки)    | 24.50        | 9.25         | 24.50        | 22           | не пройшла   | не пройшла  | не пройшла  | не пройшла | не пройшла |       |
| Лю Цзяюй    | хафпайп (жінки)    | 87.75        | 41.00        | 87.75        | 2 Q          | 85.50        | 89.75       | 49.00       | 89.75      | 2          |       |
| Цю Лен      | хафпайп (жінки)    | 50.75        | 53.75        | 53.75        | 16           | не пройшла   | не пройшла  | не пройшла  | не пройшла | не пройшла |       |

Паралельний слалом
| Спортсмен  | Дисципліна                             | Кваліфікація | Кваліфікація | 1/8 фіналу   | Чвертьфінал  | Півфінал     | Фінал        | Фінал      |
| Спортсмен  | Дисципліна                             | Час          | Місце        | Суперник Час | Суперник Час | Суперник Час | Суперник Час | Місце      |
| ---------- | -------------------------------------- | ------------ | ------------ | ------------ | ------------ | ------------ | ------------ | ---------- |
| Гон Найїн  | паралельний гігантський слалом (жінки) | 1:36.36      | 26           | не пройшла   | не пройшла   | не пройшла   | не пройшла   | не пройшла |
| Сюй Сяосяо | паралельний гігантський слалом (жінки) | DSQ          | DSQ          | не пройшла   | не пройшла   | не пройшла   | не пройшла   | не пройшла |
| Зан Жусінь | паралельний гігантський слалом (жінки) | 1:35.26      | 22           | не пройшла   | не пройшла   | не пройшла   | не пройшла   | не пройшла |

## Стрибки з трампліна
| Спортсмен  | Дисципліна                  | Перший раунд | Перший раунд | Перший раунд | Фінал    | Фінал | Фінал | Загалом | Загалом |
| Спортсмен  | Дисципліна                  | Відстань     | Бали         | Місце        | Відстань | Бали  | Місце | Бали    | Місце   |
| ---------- | --------------------------- | ------------ | ------------ | ------------ | -------- | ----- | ----- | ------- | ------- |
| Чан Сіньюе | нормальний трамплін (жінки) | 83.0         | 69.6         | 26 Q         | 84.5     | 85.3  | 18    | 154.9   | 20      |

## Фігурне катання
| Цзінь Боян              | одиночні змагання (чоловіки) | 103.32 | 4 Q  | 194.45     | 5          | 297.77     | 4          |            |            |
| Янь Хань                | одиночні змагання (чоловіки) | 80.63  | 19 Q | 132.38     | 23         | 213.01     | 23         |            |            |
| Лі Сяннін               | одиночні змагання (жінки)    | 52.46  | 24 Q | 101.97     | 20         | 154.43     | 22         |            |            |
| Пен Чен / Цзінь Ян      | пари                         | 62.61  | 17   | не пройшли | не пройшли | не пройшли | не пройшли | не пройшли | не пройшли |
| Суй Веньцзін / Хань Цун | пари                         | 82.39  | 1 Q  | 153.08     | 3          | 235.47     | 2          |            |            |
| Юй Сяоюй / Чжан Хао     | пари                         | 75.58  | 5 Q  | 128.52     | 11         | 204.10     | 8          |            |            |
| Ван Шиюе / Лю Сінью     | Танці на льоду               | 57.81  | 22   | не пройшли | не пройшли | не пройшли | не пройшли |            |            |

Командні змагання
| Спортсмени                                                                 | Дисципліна        | Коротка програма   | Коротка програма   | Коротка програма   | Коротка програма   | Коротка програма | Коротка програма | Довільна програма  | Довільна програма  | Довільна програма  | Довільна програма  | Довільна програма | Довільна програма |
| Спортсмени                                                                 | Дисципліна        | Чоловіки           | Жінки              | Пари               | Танці на льоду     | Разом            | Місце            | Чоловіки           | Жінки              | Пари               | Танці на льоду     | Разом             | Місце             |
| Спортсмени                                                                 | Дисципліна        | Бали командні бали | Бали командні бали | Бали командні бали | Бали командні бали | Разом            | Місце            | Бали командні бали | Бали командні бали | Бали командні бали | Бали командні бали | Разом             | Місце             |
| -------------------------------------------------------------------------- | ----------------- | ------------------ | ------------------ | ------------------ | ------------------ | ---------------- | ---------------- | ------------------ | ------------------ | ------------------ | ------------------ | ----------------- | ----------------- |
| Янь Хань (M) Лі Сяннін (L) Юй Сяоюй / Чжан Хао (P) Ван Шиюе / Лю Сінью (I) | Командні змагання | 77.10 4            | 58.62 4            | 69.17 6            | 56.98 4            | 18               | 6                | не пройшли         | не пройшли         | не пройшли         | не пройшли         | не пройшли        | не пройшли        |

## Фристайл
Акробатика
| Спортсмен   | Дисципліна            | Кваліфікація | Кваліфікація | Кваліфікація | Кваліфікація | Фінал       | Фінал       | Фінал       | Фінал       | Фінал       | Фінал       |
| Спортсмен   | Дисципліна            | 1-й стрибок  | 1-й стрибок  | 2-й стрибок  | 2-й стрибок  | 1-й стрибок | 1-й стрибок | 2-й стрибок | 2-й стрибок | 3-й стрибок | 3-й стрибок |
| Спортсмен   | Дисципліна            | Бали         | Місце        | Бали         | Місце        | Бали        | Місце       | Бали        | Місце       | Бали        | Місце       |
| ----------- | --------------------- | ------------ | ------------ | ------------ | ------------ | ----------- | ----------- | ----------- | ----------- | ----------- | ----------- |
| Цзя Цзун'ян | акробатика (чоловіки) | 126.55       | 3 QF         | Bye          | Bye          | 118.55      | 9 Q         | 128.76      | 1 Q         | 128.05      | 2           |
| Лю Чжунцин  | акробатика (чоловіки) | 107.08       | 16           | 123.08       | 4 Q          | 119.47      | 8 Q         | 94.57       | 9           | не пройшов  | не пройшов  |
| Ці Гуанпу   | акробатика (чоловіки) | 126.70       | 2 QF         | Bye          | Bye          | 127.44      | 1 Q         | 122.17      | 7           | не пройшов  | не пройшов  |
| Ван Сіньді  | акробатика (чоловіки) | 121.24       | 10           | 96.38        | 8            | не пройшов  | не пройшов  | не пройшов  | не пройшов  | не пройшов  | не пройшов  |
| Кун Фанью   | акробатика (жінки)    | 89.77        | 7            | 95.12        | 2 Q          | 89.77       | 4 Q         | 97.29       | 1 Q         | 70.14       | 3           |
| Сюй Ментао  | акробатика (жінки)    | 99.37        | 3 QF         | Bye          | Bye          | 91.00       | 2 Q         | 59.25       | 9           | не пройшла  | не пройшла  |
| Янь Тін     | акробатика (жінки)    | 80.95        | 13           | 82.94        | 9            | не пройшла  | не пройшла  | не пройшла  | не пройшла  | не пройшла  | не пройшла  |
| Чжан Сінь   | акробатика (жінки)    | 90.24        | 6 QF         | Bye          | Bye          | 87.25       | 6 Q         | 94.11       | 2 Q         | 95.52       | 2           |

Галфпайп
| Спортсмен   | Дисципліна         | Кваліфікація | Кваліфікація | Кваліфікація | Кваліфікація | Кваліфікація | Фінал       | Фінал       | Фінал      | Фінал      | Фінал |
| Спортсмен   | Дисципліна         | 1-ша спроба  | 2-га спроба  | Найкраща     | Місце        | 1-ша спроба  | 2-га спроба | 3-тя спроба | Найкраща   | Місце      |       |
| ----------- | ------------------ | ------------ | ------------ | ------------ | ------------ | ------------ | ----------- | ----------- | ---------- | ---------- | ----- |
| Кун Сянжуй  | хафпайп (чоловіки) | 47.40        | 50.80        | 50.80        | 23           | не пройшов   | не пройшов  | не пройшов  | не пройшов | не пройшов |       |
| Мао Бінцян  | хафпайп (чоловіки) | 53.00        | 54.60        | 54.60        | 20           | не пройшов   | не пройшов  | не пройшов  | не пройшов | не пройшов |       |
| Чай Гон     | хафпайп (жінки)    | 58.00        | 63.60        | 63.60        | 19           | не пройшла   | не пройшла  | не пройшла  | не пройшла | не пройшла |       |
| У Мен       | хафпайп (жінки)    | 53.40        | 61.00        | 61.00        | 20           | не пройшла   | не пройшла  | не пройшла  | не пройшла | не пройшла |       |
| Чжан Кесінь | хафпайп (жінки)    | 80.60        | 81.00        | 81.00        | 8 Q          | 73.00        | 55.40       | 71.00       | 73.00      | 9          |       |

Могул
| Спортсмен   | Дисципліна       | Кваліфікація | Кваліфікація | Кваліфікація | Кваліфікація | Кваліфікація | Кваліфікація | Кваліфікація | Кваліфікація | Фінал      | Фінал      | Фінал      | Фінал      | Фінал      | Фінал      | Фінал      | Фінал      | Фінал      | Фінал      | Фінал      | Фінал      |
| Спортсмен   | Дисципліна       | 1-й спуск    | 1-й спуск    | 1-й спуск    | 1-й спуск    | 2-й спуск    | 2-й спуск    | 2-й спуск    | 2-й спуск    | 1-й спуск  | 1-й спуск  | 1-й спуск  | 1-й спуск  | 2-й спуск  | 2-й спуск  | 2-й спуск  | 2-й спуск  | 3-й спуск  | 3-й спуск  | 3-й спуск  | 3-й спуск  |
| Спортсмен   | Дисципліна       | Час          | Бали         | Загалом      | Місце        | Час          | Бали         | Загалом      | Місце        | Час        | Бали       | Загалом    | Місце      | Час        | Бали       | Загалом    | Місце      | Час        | Бали       | Загалом    | Місце      |
| ----------- | ---------------- | ------------ | ------------ | ------------ | ------------ | ------------ | ------------ | ------------ | ------------ | ---------- | ---------- | ---------- | ---------- | ---------- | ---------- | ---------- | ---------- | ---------- | ---------- | ---------- | ---------- |
| Гуань Цзянь | Могул (чоловіки) | 36.30        | 41.02        | 48.11        | 28           | 35.50        | 43.80        | 51.80        | 18           | не пройшов | не пройшов | не пройшов | не пройшов | не пройшов | не пройшов | не пройшов | не пройшов | не пройшов | не пройшов | не пройшов | не пройшов |
| Ван Цзінь   | Могул (чоловіки) | 34.87        | 42.59        | 51.29        | 27           | 35.01        | 34.51        | 51.29        | 19           | не пройшов | не пройшов | не пройшов | не пройшов | не пройшов | не пройшов | не пройшов | не пройшов | не пройшов | не пройшов | не пройшов | не пройшов |

## Шорт-трек
| Спортсмен                                               | Дисципліна                  | Попередній заїзд | Попередній заїзд | Чвертьфінал | Чвертьфінал | Півфінал    | Півфінал   | Фінал           | Фінал           |
| Спортсмен                                               | Дисципліна                  | Час              | Місце            | Час         | Місце       | Час         | Місце      | Час             | Місце           |
| ------------------------------------------------------- | --------------------------- | ---------------- | ---------------- | ----------- | ----------- | ----------- | ---------- | --------------- | --------------- |
| Хань Тянью                                              | 500 метрів (чоловіки)       | 40.744           | 2 Q              | 1:14.891    | 3           | не пройшов  | не пройшов | не пройшов      | не пройшов      |
| Хань Тянью                                              | 1000 метрів (чоловіки)      | PEN              | PEN              | не пройшов  | не пройшов  | не пройшов  | не пройшов | не пройшов      | не пройшов      |
| Хань Тянью                                              | 1500 метрів (чоловіки)      | 2:38.865         | 5 ADV            | Н/Д         | Н/Д         | 2:11.827    | 4 FB       | 2:26.281        | 8               |
| Жень Цзивей                                             | 500 метрів (чоловіки)       | 40.294           | 1 Q              | 40.032 OR   | 1 Q         | 40.418      | 3 FB       | 40.694          | 6               |
| Жень Цзивей                                             | 1000 метрів (чоловіки)      | PEN              | PEN              | не пройшов  | не пройшов  | не пройшов  | не пройшов | не пройшов      | не пройшов      |
| У Дацзін                                                | 500 метрів (чоловіки)       | 40.264 OR        | 1 Q              | 39.800 WR   | 1 Q         | 40.087      | 1 FA       | 39.584 WR       | 1               |
| У Дацзін                                                | 1000 метрів (чоловіки)      | 1:23.463         | 2 Q              | PEN         | PEN         | не пройшов  | не пройшов | не пройшов      | не пройшов      |
| У Дацзін                                                | 1500 метрів (чоловіки)      | 2:15.823         | 3 Q              | Н/Д         | Н/Д         | PEN         | PEN        | не пройшов      | не пройшов      |
| Сюй Хунчжи                                              | 1500 метрів (чоловіки)      | 2:35.641         | 5 ADV            | Н/Д         | Н/Д         | 2:19.310    | 6          | Did not advance | Did not advance |
| Чень Децюань Хань Тянью Жень Цзивей У Дацзін Сюй Хунчжи | естафета, 5000 м (чоловіки) | Н/Д              | Н/Д              | Н/Д         | Н/Д         | 6:36.605 OR | 1 FA       | 6:32.035        | 2               |
| Фань Кесінь                                             | 500 метрів (жінки)          | 43.350           | 1 Q              | 43.485      | 2 Q         | PEN         | PEN        | не пройшла      | не пройшла      |
| Хань Ютон                                               | 500 метрів (жінки)          | 43.719           | 2 Q              | 43.627      | 3           | не пройшла  | не пройшла | не пройшла      | не пройшла      |
| Хань Ютон                                               | 1000 метрів (жінки)         | PEN              | PEN              | не пройшла  | не пройшла  | не пройшла  | не пройшла | не пройшла      | не пройшла      |
| Хань Ютон                                               | 1500 метрів (жінки)         | 2:31.158         | 1 Q              | Н/Д         | Н/Д         | 2:22.826    | 3 FB       | 2:36.548        | 9               |
| Лі Цзіньюй                                              | 1000 метрів (жінки)         | 1:32.335         | 1 Q              | 1:30.175    | 3           | не пройшла  | не пройшла | не пройшла      | не пройшла      |
| Лі Цзіньюй                                              | 1500 метрів (жінки)         | 2:25.034         | 3 Q              | Н/Д         | Н/Д         | 2:33.005    | 4 AA       | 2:25.703        | 2               |
| Цюй Чуньюй                                              | 500 метрів (жінки)          | 42.971           | 2 Q              | 42.954      | 1 Q         | PEN         | PEN        | Did not advance | Did not advance |
| Цюй Чуньюй                                              | 1000 метрів (жінки)         | 1:31.279         | 2 Q              | 1:31.284    | 2 Q         | PEN         | PEN        | Did not advance | Did not advance |
| Чжоу Ян                                                 | 1500 метрів (жінки)         | 2:29.587         | 2 Q              | Н/Д         | Н/Д         | 2:23.485    | 3 FB       | 2:35.241        | 8               |
| Фань Кесінь Хань Ютон Лі Цзіньюй Цюй Чуньюй Чжоу Ян     | естафета, 3000 м (жінки)    | Н/Д              | Н/Д              | Н/Д         | Н/Д         | 4:05.315 OR | 1 FA       | PEN             | PEN             |